# トリアシルグリセロール

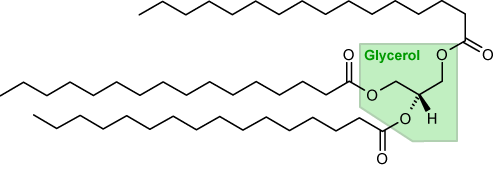
トリアシルグリセロール分子種の例。緑色がグリセロール部で、3分子のパルミチン酸（パルミトイル基）がエステル結合している。

トリアシルグリセロール（英語: triacylglycerol、TAG）とは、1分子のグリセロールに3分子の脂肪酸がエステル結合したアシルグリセロールで、単純脂質に属する中性脂肪の1つである。トリグリセリド（英語: triglyceride、TG）またはトリアシルグリセリド（英語: triacylglyceride）ともいう。
中性脂肪は動物の体内脂肪組織に蓄えられる脂肪や、食品中の油脂、植物油（種子）などを構成する脂質の8から9割を占めるが、その中ではトリアシルグリセロールが圧倒的に多く、特に動物の脂肪組織では95%を超える。このことから、単に「トリアシルグリセロール」というときは油脂のことを指し、グリセロールと3分子の脂肪酸が結合したひとつの分子を示すときは「トリアシルグリセロール分子種」ともいう。

## 構造と物理化学的性質
グリセロール（グリセリン）に結合する脂肪酸の部分は、置換基としてはアシル基である。したがって、トリ・アシル・グリセロール＝3分子・脂肪酸・グリセロールという意味となる。アシル基となる脂肪酸の種類は極めて多いが、それらアシル基の組み合わせ、グリセロールへの結合位置によってさまざまなトリアシルグリセロール分子種が生ずる。脂肪酸が n 種あるとすれば、理論的にはおよそ n3/2 種類（グリセロールの1位と3位は対称だから）のトリアシルグリセロール分子種が存在すると考えてよい。個々のトリアシルグリセロール分子種は以下の例のように呼ばれて区別される。
パルミチン酸が3分子結合した分子種
トリパルミチン、CAS登録番号は555-44-2。パルミチン酸（Palmitic acid）は、略してPと表示できるので、簡単にPPPとも書く。
パルミチン酸が1分子、オレイン酸が2分子結合した分子種
グリセロールへの結合位置によって、1-パルミトイル-2,3-ジオレオイルグリセロール (POO)、1,3-ジオレオイル-2-パルミトイルグリセロール (OPO) などと表示する。オレイン酸 (Oleic acid) は略してOと示す。
パルミトレイン酸、ステアリン酸、リノール酸がそれぞれ1分子ずつ結合した分子種
前述と同様に、1-パルミトオレオイル-2-ステアロイル-3-リノレオイルグリセロール (PoSL)、1-リノレオイル-2-パルミトオレオイル-3-ステアロイルグリセロールなどと表示する。パルミトレイン酸 (Palmitoleic acid)、ステアリン酸 (Stearic acid)、リノール酸 (Linoleic acid) はそれぞれPo、S、Lと略される。
トリアシルグリセロール分子種には立体位置異性体が存在し、2 や 3 の例のように、同じ脂肪酸で構成される分子種であっても POO - OPO - OOP、PoSL - PoLS - SPoL - SLPo - LPoS - LSPo はそれぞれ異なる分子種となる。結合位置が不明な場合（どの異性体か不明な場合）は、POO、PoSL というように脂肪酸の炭素数が小さい順に、二重結合の少ない順に表示することが多い。LPoS というようにアルファベット順に示す場合もある。
個々の脂肪酸は二重結合の有無（不飽和度）によって融点が異なるが、この不飽和度によってトリアシルグリセロールの性質が大きく異なる。不飽和脂肪酸の多いトリアシルグリセロールは室温 (25 °C) で油状の液体だが、飽和脂肪酸の多いトリアシルグリセロールは固体となる。オリーブ油やサフラワー油などは前者に、ココナッツ油やパーム核油は後者に当たる。またトリアシルグリセロールは一般に有機溶媒によく溶けるが、ステアリン酸のような長鎖の飽和脂肪酸が多くなると、アルコール、石油エーテル、ジエチルエーテルなどにも難溶になる。

## 健康への影響
トリアシルグリセロールが高値になると動脈硬化・膵臓炎になる。肝臓にトリアシルグリセロールが過剰に沈着すると、脂肪肝になる。

### 血液検査の参考基準値
トリアシルグリセロールについての血液検査の参考基準値は以下のとおりである。
| 項目                   | 年齢     | 下限値 | 上限値 | 単位   | 最適範囲                  |
| ---------------------- | -------- | ------ | ------ | ------ | ------------------------- |
| トリアシルグリセロール | 10–39 歳 | 54     | 110    | mg/dL  | < 100 mg/dL or 1.1 mmol/L |
| トリアシルグリセロール | 10–39 歳 | 0.61   | 1.2    | mmol/L | < 100 mg/dL or 1.1 mmol/L |
| トリアシルグリセロール | 40–59 歳 | 70     | 150    | mg/dL  | < 100 mg/dL or 1.1 mmol/L |
| トリアシルグリセロール | 40–59 歳 | 0.77   | 1.7    | mmol/L | < 100 mg/dL or 1.1 mmol/L |
| トリアシルグリセロール | >60歳    | 80     | 150    | mg/dL  | < 100 mg/dL or 1.1 mmol/L |
| トリアシルグリセロール | >60歳    | 0.9    | 1.7    | mmol/L | < 100 mg/dL or 1.1 mmol/L |